# Villa Santo Stefano
Villa Santo Stefano es una localidad y comune italiana de la provincia de Frosinone, región de Lacio, con 1.771 habitantes.

## Evolución demográfica
| Gráfica de evolución demográfica de Villa Santo Stefano entre 1861 y 2001 |
|                                                                           |
| Fuente ISTAT - elaboración gráfica de Wikipedia                           |